# 9K720 Iskander

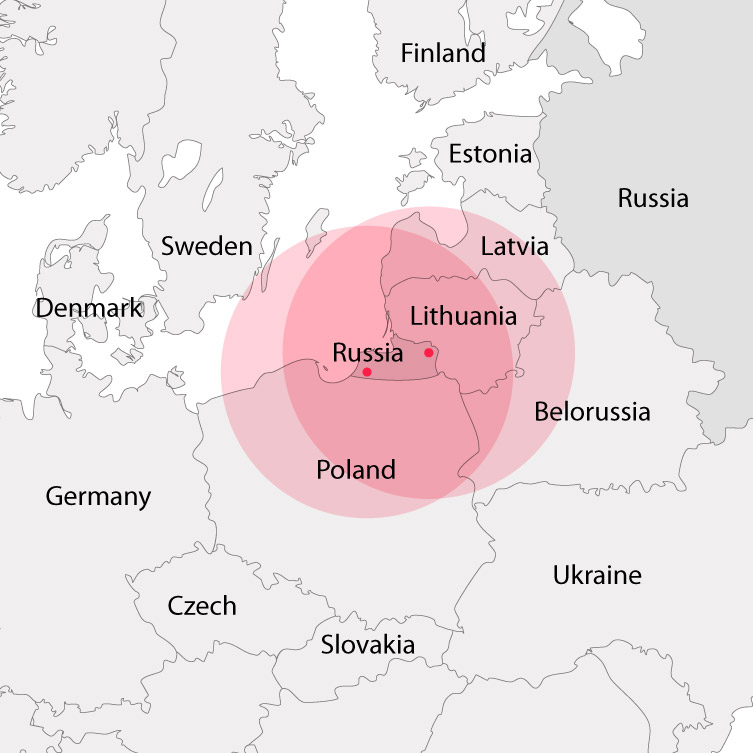
Zasięg pocisków dla wersji Iskander-E w przypadku rozmieszczenia (dwa miejsca) na terenie obwodu królewieckiego FR

Iskander (Kod NATO: SS-26 Stone) – lądowy pocisk balistyczny krótkiego zasięgu (SRBM) na mobilnej platformie samochodowej z wyrzutnią typu TEL. Iskander przeznaczony jest do wykonywania uderzeń na ważne cele lądowe, znajdujące się w strefie operacyjno-taktycznej ugrupowania wojsk przeciwnika (środki ogniowe, samoloty i śmigłowce na lotniskach, węzły łączności, stanowiska dowodzenia itp.) oraz obiekty infrastruktury cywilnej np. elektrownie.

## Geneza
Na skutek wprowadzenia przez zawarty 8 grudnia 1987 Traktat INF zakazu posiadania i używania przez Stany Zjednoczone Ameryki i Związek Socjalistycznych Republik Radzieckich pocisków balistycznych o zasięgu 500–5500 km (średniego MRBM oraz pośredniego zasięgu IRBM), Związek Radziecki zmuszony został do likwidacji najnowszego typu pocisku balistycznego SS-23, stanowiącego pierwszą ówcześnie próbę zastąpienia przestarzałych pocisków Scud. Ustami najwyższych przedstawicieli Ministerstwa Obrony i wojska, zwłaszcza w świetle narastającej niepewności politycznej i militarnej u południowych granic Rosji i na terenie Bliskiego Wschodu, Rosja wielokrotnie wyrażała opinię, że likwidacja pocisków SS-23 była błędem. Wraz ze Stanami Zjednoczonymi Ameryki były jedynymi państwami objętymi zakazem posiadania pocisków średniego zasięgu (konkurująca z nimi ChRL rozwijała taką broń). Spowodowało to dążenie obu sygnatariuszy by wycofać się z traktatu INF. Rosja podjęła działanie zastąpienia zlikwidowanej broni, a zarazem przestarzałych pocisków Scud, tworząc system Iskander-M.
Pierwsze próby pojedynczych elementów nowego systemu przeprowadzono w latach 1989–1990 na poligonie nr 4 w miejscowości Kapustin Jar, pierwszy start prototypu pocisku wykonano w 1991 r., pierwszy start pocisku systemu Iskander-M miał miejsce 25 października 1995 roku. Pierwotnie system nazywano na Zachodzie SS-21 Scarab mod.C, czyli jako kolejny wariant SS-21. Po pewnym czasie Organizacja Traktatu Północnoatlantyckiego zorientowała się, że to nowa broń. Nadano jej określenie, ówcześnie dla broni próbowanej SS-X-26 Stone. Próby państwowe zostały zakończone w 2004 roku i w 2007 r. Iskander-M wszedł do arsenału Sił Zbrojnych Federacji Rosyjskiej. 
31 grudnia 2010 prezydent Federacji Rosyjskiej zatwierdził Państwowy Program Zbrojeniowy do realizacji do 2020 roku. W ramach rozwoju środków precyzyjnego rażenia do wojsk przewidziano wyposażenie w wyrzutnie Iskander-M dziesięciu brygad rakiet operacyjno-taktycznych. W sierpniu 2011 roku Minister Obrony Federacji Rosyjskiej zatwierdził plan zakupu do 180 zestawów rakiet operacyjno-taktycznych SS-26.

## Charakterystyka systemu Iskander
Iskander-M używa pocisków balistycznych o długości 7,3 m, średnicy 0,92 m i masie startowej od 3800 kg do 4020 kg, w zależności od ładunku. Wysoka prędkość pozwala mu przełamać obronę przeciwlotniczą, przeciwrakietową. Pocisk systemu SS-26 porusza się po spłaszczonej trajektorii poniżej wysokości 50 km. Potrafi wykonywać manewry z przeciążeniem 30 G w fazie końcowej, utrudniając przechwycenie przez systemy obronne. System Iskander-M może przenosić głowice konwencjonalne o masie od 480 kg do 720 kg. Głowice bojowe z ładunkami termojądrowymi o skalowanej mocy także są w arsenale Rosji. Taka broń ma dalszy zasięg niż z głowicami z materiału wybuchowego. System naprowadzania zapewnia celność CEP: 10-30 metrów (wersja Iskander-E). Pocisk przewożony jest i wystrzeliwany z samochodowej dwuprowadnicowej wyrzutni typu TEL 9P78, zaprojektowanej przez Centralne Biuro Konstrukcyjne Titan w Wołgogradzie.
System w wersji eksportowej Iskander-E ma zubożone możliwości, w szczególności w zakresie możliwości wykonywania manewrów przez pociski, które nie posiadają tak zaawansowanego systemu sterów gazodynamicznych.
Iskander-M ma zasięg szacowany na 700 km dla wersji z ładunkiem konwencjonalnym i około 1100 km dla ładunku termojądrowego.

## Rozszerzenie możliwości systemu o pociski manewrujące dalekiego zasięgu
Federacja głosi, że nazwa Iskander jest szersza niż dawniej przyjmowano i odnosi się bardziej do systemu kierowania i wskazywania celów oraz ruchomych wyrzutni, niż zastosowanych na nich rakiet. W szczególności, system można wykorzystać także dla pocisków manewrujących rodziny Kalibr, o zasięgu do 2500 km.

## Wersje
- Iskander-M – wersja dla Sił Zbrojnych FR z pociskami m.in. 9M723 o zasięgu >500 km
- Iskander-E – wersja eksportowa z pociskiem 9M720-E o zasięgu 280 km.
- Iskander-K – wersja dla SZ FR z pociskiem manewrującymi 9M729, 9M728 o zasięgu głoszonym przez USA >500 km, które są na uzbrojeniu Sił Zbrojnych Federacji Rosyjskiej. USA twierdzą, że pocisk łamał postanowienia Traktatu INF, gdyż w 2014 roku został przetestowany w locie o długości 2500 kilometrów (z równoważnikiem masowym głowicy termojądrowej), co było zakazane traktatem. Pociski różnią się zasięgiem, jeden ma ok. 2500 km (głowica termojądrowa), drugi 1500 km (głowica konwencjonalna).

## Użytkownicy
- Rosja[6]
- Armenia[7] (Iskander-E)
- Białoruś[8][9]

Zestawy Iskander-E kupiła Armenia w 2015 roku – prawdopodobnie jedynie ujawnione publicznie w 2016 roku dwie wyrzutnie z czterema pociskami. Przynajmniej dwa pociski z głowicami kasetowymi zostały użyte przez Armenię w ostatnim dniu działań podczas konfliktu o Górski Karabach w 2020 roku, przeciwko siłom azerskim w zdobytym mieście Şuşa, bez istotnych efektów. Władze armeńskie krytykowały po tej wojnie skuteczność Iskanderów, natomiast Rosja początkowo dementowała ich użycie przez Armenię.

## Użycie bojowe
Rosyjskie pociski Iskander-M zadebiutowały bojowo 12 sierpnia 2008 roku podczas wojny z Gruzją, ostrzeliwując miasto Gori. Rosja zaprzeczyła tym informacjom, lecz ujawniono w mieście szczątki pocisku z głowicą kasetową, przy braku w okolicy celów o znaczeniu militarnym. Informacje o ostrzale nimi innych celów w Gruzji nie zostały obiektywnie potwierdzone.
Rosja następnie używała pocisków Iskander-M podczas interwencji w wojnie domowej w Syrii. W 2021 roku Rosja ujawniła film z ich użycia, z którego wynikało, że został rażony między innymi w lutym 2016 roku cywilny cel w postaci szpitala w mieście Azaz, co w tamtym czasie dementowano.
Systemy bojowe Iskander-M i Iskander-K zostały użyte przez Rosję w czasie wojny z Ukrainą. Wystrzelono je m.in. z terytorium Białorusi podczas inwazji w lutym 2022 r.

## Iskandery w kulturze masowej
Użycie bojowe Iskanderów w wojnie rosyjsko-gruzińskiej w zbeletryzowanej formie zawarte zostało w technothrillerze Kaukaskie epicentrum (M. Gawęda, wyd. Ender – WarBook, 2010).